# 教育市場化
教育市場化指的是：政府教育部門與民間的教育機構達成產學合作並普及化。猶如商業市場中的供需鏈，讓彼此產生所謂的良性競爭進而使基層的教育體系能向上回應各種市場的需求，以增强彈性、提升效率；同時引入評鑒機構，作為教育消費者並提供有利信息、對教育單位的監督，而達成教學相長的目的。其特點為：重視效率、效益與效能；以經營企業的手段来治理學校。該經營模式可以充分發揮資源績效優勢，提升教育資源的運用效率，實現教育的理念與精神。換而言之，教育市場化的动机是：教育機構希望投入最少的資源，來實現最大的效益。 
教育市場化的倡導者米爾頓·佛利民認為，透過市場機制的“家長選擇”與“學校競爭”這兩個核心機能來促進學校改革、提升教學績效、增進教育多樣化等，能迎合學生、家長和大眾的需求與期待，亦可減少政府財政負擔，提升教育效能，同時，還能解決公營教育系統中多年來的難處。
在教育市場化的概念下，學生與家長成為擁有自主選擇權力的消費者，而學校、教師及教職員則成為教育服務的提供者。此外，該概念還將學校視為教育服務的交易场所，而學校为学生提供的教学课程及相关服务，則視為產品。

## 成功要素
一般而言，要使市場化教育系統成功運作，有五個前提︰
- 市場上有足夠辦學組織供學生及家長選擇。
- 學校和辦學團體的教學質素應廣為家長及學生所熟知。
- 家長及學生是理性的且了解自身喜好。
- 教育產品的價格由供需均衡來決定。
- 學位或證書能夠成為私人財貨。

## 組織的特徵
莫家豪及羅浩俊（2001）進一步指出，教育市場化擁有八項特徵，包括︰自負盈虧原則、市場的興起、國家提供者角色的減弱、市場管理原則的採納、市場主導課程、院校創收、內部競爭和強調效益。

## 副作用
然而，教育市場化政策真正實行起來出現卻意料之外的副作用，尤以對教師專業的影響為甚。有學者認為教育市場化的副作用體現於學校、教師、學生及社會四方面︰
- 教育市場化把教育的定位從「為社會作貢獻的公共產品（public good）」轉移至「學生個人投資增值的私人產品（private good）」，增加學生的入學競爭與財政負擔，使得家庭社經地位（social-economic status）之高低成為左右學生教育機會的一大關鍵因素[8]。

- 對學校而言，由於學校需於市場競爭，學校極可能改變以往有教無類，以教育機會均等為本的辦學方針，改而「擇優而教」，以至「擇富而教」，提升學校在市場的績效表現[9]。

- 對教師而言，教育市場化的影響主要體現在教師專業性方面︰

1. 引入學校的競爭屬負面競爭，「合約常額」、「半職教師」、「副教師」、「教學助理」等將會取代常額教席，影響教師職業的穩定性及專業發展計劃[10]。
2. 政府傾向以標準化霸權，透過監控與無止境的評核來確保和提升各學校的教育質素，為教師團隊營造強烈的危機感和挫敗感，有礙教師之專業自主[10]，標準化霸權雖能剔出尸位素餐的庸才，卻只能確保教學活動符合最低水準，它並不能鼓勵，甚至反過來限制了教師創新或追求卓越的空間[11]。
3. 教育市場化改變了學校生態，課程由教師主導，轉變至以消費者（家長及學生）所主導，從而形成消費者霸權，改變中國社會傳統以來尊師重道的風氣，令教師進一步「去專業化」[10]。

- 對社會而言，市場化政策把學位供求交予市場需求，令政府不能因應突發事件，如雙非學童突然增加等社會需求來增加學位供應。有學者認為，過去教統局一直奉行殺校政策，令北區小學學位難以滿足雙非學童與本地學生的需要，出現供不應求的狀況，正是教育市場化的惡果之一[12]。